# Ráztoka
Ráztoka é um município da Eslováquia, situado no distrito de Brezno, na região de Banská Bystrica. Tem 8,07 km² de área e sua população em 2018 foi estimada em 285 habitantes.

## Demografia
| Ano:        | 1994 | 2004   | 2014   | 2024   |
| ----------- | ---- | ------ | ------ | ------ |
| Broj ljudi: | 320  | 294    | 281    | 270    |
| Razlika:    |      | -8,12% | -4,42% | -3,91% |

| Ano:               | 2023 | 2024   |
| ------------------ | ---- | ------ |
| Número de pessoas: | 277  | 270    |
| Diferença:         |      | -2,52% |